# Pelden (Rheinberg)

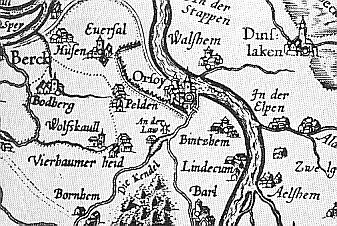
Karte mit eingezeichnetem Pelden (1591)

Pelden (lateinisch Palutho) ist ein Weiler im Stadtbezirk Budberg der Stadt Rheinberg, Nordrhein-Westfalen. Er liegt westlich von Orsoy und östlich von Budberg. Vor der kommunalen Umgliederung im Jahre 1975 gehörte Pelden zur Gemeinde Budberg. Der Weiler Pelden wird vom Orsoyer Weiler Plank durch eine Straße getrennt, die auch die Grenze zwischen den Stadtbezirk Orsoy und Budberg bildet. In Pelden befindet sich die Löscheinheit Pelden der Freiwilligen Feuerwehr Rheinberg.